# QAPF分類圖表

深成岩QAPF 分類圖表

QAPF分類圖表（英語：QAPF diagram）是一種雙三元圖，用於根據岩石中，石英、鹼長石、斜長石、似长石四種礦物成分對火成岩進行分類。 字母QAPF 就代表這四種礦物 的縮寫。 用時，將這些礦物的 百分比被歸化，使它們的總和為 100%。

## 起源
QAPF 圖由國際地質科學聯盟創建：由火成岩系統學小組委員會主導。發起人是
Albert Streckeisen， 因此它們的替代名稱是Streckeisen 圖。世界各地的地質學家都接受這些圖表作為火成岩，尤其是深成岩的分類。

## 用途
QAPF 圖主要用於分類深成岩，如果已知(模态)礦物成分，也可用於分類火山岩。如果未知(模态)礦物組成，則使用TAS 分類（總鹼矽）對火山碎屑岩或火山岩進行分類。如果火山岩中含有火山玻璃（如黑曜石），也會使用 TAS。如果鎂鐵質礦物佔岩石成分的 90% 以上（例如：橄欖岩和輝石岩），則不會使用 QAPF 圖。通常岩石的命名須知礦物的成分。在野外有時很難確定礦物的成分。

## QAPF 圖用法
QAPF 圖利用四種礦物或礦物組來分類火成岩。這些礦物是石英 (Q)、鹼長石 (A)、斜長石 (P) 和類長石 (F)。岩石中的其他礦物，並未被利用在此一分類表。
QAPF 圖由沿一側連接的兩個三元圖（QAP 和 FAP）組成。代表F 和 Q 不能同時在一個深成岩中形成，因為它們各自的二氧化矽含量不同。要使用這種分類方法，必須確定這些礦物質的含量並將其歸一化為 100%。例如：不含鹼長石和類長石，但含有大量輝石（QAPF圖中未標註）、斜長石、和小量石英的深成岩，可能是輝長岩（位於圖右邊緣，P附近.用QAPF圖分類有局限性， 若岩石含QAPF内的礦物成分相同，但含其他礦物不同的岩石類型，例如如輝長岩、閃長岩和斜長岩等， 不能區分。
QAPF 圖並非能用於所有深成岩；超鎂鐵質深成岩的分類是另有單獨圖表。